# Liste der Baudenkmale in Oldenburg (Oldb) – Schüttingstraße
In der Liste der Baudenkmale in Oldenburg (Oldb) – Schüttingstraße stehen alle Baudenkmale der Schüttingstraße in Oldenburg (Oldb). Der Stand der Liste ist das Jahr 2022.

## Allgemein
In den Spalten befinden sich folgende Informationen:
- Lage: die Adresse des Baudenkmales und die geographischen Koordinaten. Kartenansicht, um Koordinaten zu setzen. In der Kartenansicht sind Baudenkmale ohne Koordinaten mit einem roten Marker dargestellt und können in der Karte gesetzt werden. Baudenkmale ohne Bild sind mit einem blauen Marker gekennzeichnet, Baudenkmale mit Bild mit einem grünen Marker.
- Bezeichnung: Bezeichnung des Baudenkmales
- Beschreibung: die Beschreibung des Baudenkmales. Unter § 3 Abs. 2 NDSchG werden Einzeldenkmale und unter § 3 Abs. 3 NDSchG Gruppen baulicher Anlagen und deren Bestandteile ausgewiesen.
- ID: die Objekt-ID des Baudenkmales
- Bild: ein Bild des Baudenkmales, ggf. zusätzlich mit einem Link zu weiteren Fotos des Baudenkmals im Medienarchiv Wikimedia Commons. Wenn man auf das Kamerasymbol klickt, können Fotos zu Baudenkmalen aus dieser Liste hochgeladen werden:

Zurück zur Hauptliste
| Lage                                               | Bezeichnung          | Beschreibung | ID       | Bild |
| -------------------------------------------------- | -------------------- | --- | -------- | ---- |
| Schüttingstraße 1 53° 8′ 25″ N, 8° 12′ 48″ O       | Wohn-/ Geschäftshaus | 1897 anstelle eines Spritzenhauses von 1838 errichtetes Wohn-/ Geschäftshaus. Dreigeschossiger, fünfachsiger Bau unter Mansarddach mit mittigem Ziergiebel.                                 | 37447451 | BW   |
| Schüttingstraße 2 53° 8′ 25″ N, 8° 12′ 49″ O       | Wohn-/ Geschäftshaus | Schlichter dreigeschossiger, giebelständiger Massivbau unter Krüppelwalmdach in klassizistischer Formensprache und erhaltener Fensterstruktur. Erbaut 1828, Ladenzone neu.                  | 37447473 | BW   |
| Schüttingstraße 3 53° 8′ 25″ N, 8° 12′ 49″ O       | Wohn-/ Geschäftshaus | 1896 nach Plänen von Mönning und Söhne errichtet. Dreigeschossiger Massivbau mit Ziegelverblendung.                                                                                         | 37447495 | BW   |
| Schüttingstraße 4 53° 8′ 26″ N, 8° 12′ 49″ O       | Wohn-/ Geschäftshaus | Dreigeschossiger Massivbau. Fassaden mit Ziegelverblendung. 1895 von Maurermeister Johann Heinrich Brandes errichtet.                                                                       | 37447517 | BW   |
| Schüttingstraße 5 53° 8′ 26″ N, 8° 12′ 50″ O       | Wohn-/ Geschäftshaus | Zweigeschossiger Bau unter Mansarddach mit vorgeblendeter dreigeschossiger Fassade in Neorenaissanceformen (u. a. Volutengiebel)                                                            | 37447539 | BW   |
| Schüttingstraße 6 53° 8′ 26″ N, 8° 12′ 50″ O       | Wohn-/ Geschäftshaus | 1890 errichtetes Wohn-/Geschäftshaus mit Ziegelverblendung. | 37447561 | BW   |
| Schüttingstraße 7 53° 8′ 26″ N, 8° 12′ 51″ O       | Wohn-/ Geschäftshaus | 1887 von Ludwig Klingenberg errichtet. Später mit Schüttingstraße 8 zu einem Wohn-/Geschäftshaus zusammengefasst.                                                                           | 37447583 | BW   |
| Schüttingstraße 9 53° 8′ 26″ N, 8° 12′ 52″ O       | Wohn-/ Geschäftshaus | Mehrfach umgebautes Wohn-/Geschäftshaus von 1802 (Umbauten 1862, 1877 und 1908.) | 37429193 | BW   |
| Schüttingstraße 10 53° 8′ 25″ N, 8° 12′ 52″ O      | Wohn-/ Geschäftshaus | 1856 errichtet, 1889 umgebaut | 37447627 | BW   |
| Schüttingstraße 11 53° 8′ 25″ N, 8° 12′ 51″ O      | Wohn-/ Geschäftshaus | 1903 erbaut, 1909 von Heinrich Schelling für Uhrmacher Harms umgebaut. | 37447649 | BW   |
| Schüttingstraße 12 53° 8′ 25″ N, 8° 12′ 51″ O      | Wohn-/ Geschäftshaus | Fassade von 1905, Entwurf Louis Sievers. | 37447672 | BW   |
| Schüttingstraße 13 53° 8′ 25″ N, 8° 12′ 50″ O      | Wohn-/ Geschäftshaus | 1903 von Louis Sievers errichtet. | 37447696 | BW   |
| Schüttingstraße 14 53° 8′ 25″ N, 8° 12′ 50″ O      | Wohn-/ Geschäftshaus | Erbaut 1790, um 1870 neue Fassade. Weiterer Umbau um 1890 durch Gerhard Schnitger. | 37447718 | BW   |
| Schüttingstraße 15 53° 8′ 25″ N, 8° 12′ 49″ O      | Wohn-/ Geschäftshaus | 1869 von Adolf Wiemken errichtetes zweigeschossiges Wohn- und Geschäftshaus unter Mansarddach mit mittigem Zwerchhaus.                                                                      | 37447740 | BW   |
| Schüttingstraße 16 53° 8′ 25″ N, 8° 12′ 49″ O      | Wohn-/ Geschäftshaus | Dreigeschossiges Wohn- und Geschäftshaus, Ende des 19. Jahrhunderts errichtet. | 37447762 | BW   |
| Schüttingstraße 18 / 19 53° 8′ 25″ N, 8° 12′ 48″ O | Wohn-/ Geschäftshaus | 1897/98 nach Entwürfen von Louis Sievers errichtetes Wohn- und Geschäftshaus. Dreigeschossiger Massivbau, vierachsige Fassade mit Ziegelverblendung und Stuckdekor in Neorenaissanceformen. | 37447806 | BW   |
| Schüttingstraße 20 53° 8′ 25″ N, 8° 12′ 48″ O      | Wohn-/ Geschäftshaus | 1862 errichtet, 1909 umgebaut. | 37447828 | BW   |